# سوناو أوزاكي
سوناو أوزاكي (باليابانية: 保﨑 淳) (مواليد 14 مارس 1987)، هو لاعب كرة قدم ياباني سابق كان يلعب كمدافع.

## وصلات خارجية
- سوناو أوزاكي على موقع رابطة كرة القدم اليابانية للمحترفين (اليابانية)
- سوناو أوزاكي على موقع قاعدة بيانات كرة القدم.إي يو (الإنجليزية)
- سوناو أوزاكي على موقع Soccerway.com (الإنجليزية)